# Aiko (prinses)

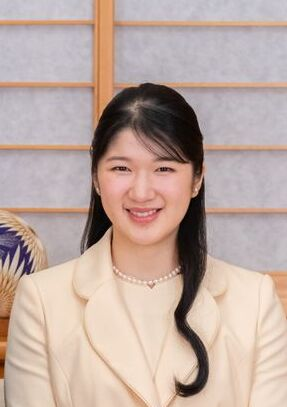

Aiko, prinses Toshi (Japans: 敬宮愛子内親王,  Toshi-no-miya Aiko naishinnō), (Tokio, 1 december 2001), is het eerste kind van keizer Naruhito en keizerin Masako Owada.
De eigennaam van de prinses, Aiko, wordt met de kanji-karakters voor “liefde” en “kind” geschreven en betekent “iemand die van anderen houdt”. Daarnaast heeft zij een keizerlijke titel, prinses Toshi (toshi no miya) en die betekent "iemand die anderen respecteert". Deze formele titel zou komen te vervallen als zij iemand van buiten de adel huwt; en de kans daarop is groot, aangezien de adel in 1947 in Japan is afgeschaft; lidmaatschap van het Keizerlijk Huis is beperkt tot de nakomelingen van keizer Yoshihito.
Tegen de traditie in werd haar naam door haar ouders gekozen, en niet door de keizer. Die naam werd ontleend aan de leer van de Chinese filosoof Mencius, waarin staat: "Iemand die van anderen houdt, zal bij anderen geliefd zijn, en iemand die anderen respecteert, zal altijd door anderen worden geacht."
In april 2006 begon prinses Toshi (of, zoals ze beter bekend is, prinses Aiko) haar opleiding aan de kleuterschool van Gakushuin in Tokio. Zij is een groot liefhebber van het sumo-worstelen.

## Opvolgingskwestie
De geboorte van prinses Aiko leidde in Japan tot levendige discussie over de vraag of de wet op de Keizerlijke Familie, die dateert van 1947, verandering behoeft, zodat ook een vrouw voor troonopvolging in aanmerking komt. Nu is de chrysantentroon nog voorbehouden aan broers en neven van de prinses, ook als ze jonger zijn.
De regering stelde een commissie van deskundigen in, die in haar rapport van 25 oktober 2005 inderdaad tot het eerstgeboorterecht adviseerde, dus onafhankelijk van het geslacht. Op 20 januari 2006 beloofde toenmalig minister-president Junichiro Koizumi het Japanse parlement een wetsontwerp voor te leggen teneinde de continuïteit van de troon te waarborgen, mede door het recht van troonopvolging door vrouwen. Een tijdpad en bijzonderheden werden echter niet genoemd. 

## Neef
De voorstellen tot wetswijziging werden in 2006 tijdelijk bevroren. In februari van dat jaar bleken de jongere broer van de kroonprins, Akishino en zijn vrouw prinses Kiko hun derde kind te verwachten. Het werd een zoon, prins Hisahito, die nu na zijn vader recht heeft op de troonopvolging. Hij is de eerste mannelijke troonpretendent in 41 jaar; de kans is groot dat zijn geboorte het einde betekent van een wet die de successie zou moeten veranderen.